# A szerelem határai
A szerelem határai (eredeti cím: The Edge of Love) 2008-ban bemutatott brit filmdráma John Maybury rendezésében. A forgatókönyvet Sharman MacDonald írta. A film a BBC Films megbízásából készült.
A történet második világháború idején játszódik. A filmbeli személyek egy nem mindennapi szerelmi négyszögbe csöpennek. A szerelmi négyszöget alkotja Vera Phillips, a sanzonénekesnő (Keira Knightley), Dylan Thomas, a walesi költő (Matthew Rhys), William Killick, a katona (Cillian Murphy) és Caitlin MacNamara, Thomas felesége (Sienna Miller). A film igaz történet alapján készült.

## Szereplők
| Szereplő | Színész            | Magyar hang     |
| --- | ------------------ | --------------- |
| Vera Phillips | Keira Knightley    | Huszárik Kata   |
| Dylan Thomas | Matthew Rhys       | Görög László    |
| Caitlin MacNamara | Sienna Miller      | Roatis Andrea   |
| William Killick | Cillian Murphy     | Széles Tamás    |
| Anita Shenkin | Anne Lambton       | Tóth Judit      |
| John Eldridge | Jonathan Phillips  | Beratin Gábor   |
| Alistair Graham | Richard Clifford   | Kajtár Róbert   |
| Wilfred Hosgood | Simon Armstrong    | Bartók László   |
| John Patrick | Huw Ceredig        | Várday Zoltán   |
| Ruth Williams | Lisa Stansfield    | Hirling Judit   |
| Nicolette | Camilla Rutherford | Csampisz Ildikó |
| Dai Fred | Karl Johnson       | ?               |
| Anthony Devas | Alastair Mackenzie | ?               |
| Ruth Williams | Lisa Stansfield    | ?               |
| Mr. Justice Singleton | Paul Brooke        | ?               |
| További magyar hangok |                    |                 |
| Bor László, Fehér Péter, Földi Tamás, Földi Teodóra, Joó Gábor, Király Adrián, Kiss Anikó, Szalay Imre, Wessely-Simonyi Réka |                    |                 |